# Líder do Partido Comunista da China
O Líder do Comitê Central do Partido Comunista da China (chinês: 中共中央主要负责人) é o oficial de nível mais elevado na hierarquia do Partido Comunista da China e o oficial de mais alta patente dentro da República Popular da China. Desde 1982, o líder do partido tem sido o Secretário-Geral do Partido Comunista da China, membro do Comitê Permanente do Politburo e líder do Secretariado do Partido Comunista. O titular do cargo é geralmente considerado o Líder Supremo da China.
Desde seu estabelecimento em 1921, o cargo passou por diversas reformulações, sendo renomeado diversas vezes. O titular do cargo já foi intitulado: Secretário do Birô Central (1921–1922), Presidente (1922–1925, 1928–1931, e 1943–1982) e Secretário-Geral (1925–1928, 1931–1943, 1982 em diante).
Historicamente, o líder do partido tem sido eleito ou pelo Comitê Central ou pelo Politburo. Desde 1982, o Congresso Nacional do Partido Comunista tem sido o principal ambiente institucional no qual o líder do partido é eleito. No período de 1928 a 1945, o líder do partido era eleito por conferência, reuniões do Comitê Central ou por decisões do Politburo. A última exceção à essa regra foi Jiang Zemin, que foi eleito na 4ª Sessão Plenária do 13º Comitê Central como consequência dos Protestos na Praça da Paz Celestial em 1989. Atualmente, para ser nomeado ao cargo de secretário-geral, é necessário ser um membro do Comitê Permanente.
Apesar de violar a constituição do partido, vários indivíduos foram líderes do partido de facto sem assumir posições formais de poder. Wang Ming esteve brevemente no cargo em 1931 após Xiang Zhongfa ser preso por forças do Kuomintang, embora Li Lisan seja geralmente considerado como sendo a verdadeira liderança na maior parte do mandato de Xiang. Deng Xiaoping foi o último oficial que atuou nessas circunstâncias, já que nunca assumiu o posto de presidente ou secretário-geral do Partido (seu maior posto foi presidente da Comissão Militar Central).

## Poderes
Desde a abolição do posto de presidente do Partido Comunista no 12º Comitê Central em 1982, o secretário-geral tem sido a patente mais elevada dentro do Partido Comunista, Secretariado Geral, Birô Político e Comitê Permanente.
Após ressurgir em 1982, o posto do secretário-geral tem sido a posição de liderança de jure no governo, o cargo mais importante da República Popular da China, embora tenha se tornado o cargo mais importante de facto somente após a aposentadoria de Deng Xiaoping em 1990.
A dominância do Partido Comunista é tal que a China é efetivamente um estado de partido único, assim apenas o Partido Comunista Chinês detém o poder a nível nacional (ainda que haja outros partidos no país). Nesse sentido, o secretário-geral é quem detém o poder e a autoridade máxima sobre o estado e o governo. De todo modo, os titulares do cargo foram gradativamente perdendo seu poder a partir da morte de Mao Zedong. Desde o meio dos anos 90, o líder do Partido Comunista também é nomeado ao posto de Presidente da República.
A partir da ascensão de Xi Jinping ao cargo, dois novos órgãos do Partido Comunista, a Comissão de Segurança Nacional e o Grupo de Condução Central para Aprofundamento das Reformas, foram estabelecidos, aumentando assim o poder do "líder político" num patamar que não se via desde Deng Xiaoping. Esses departamentos foram encarregados de estabelecer a direção de políticas gerais para segurança nacional assim como um programa para reforma econômica. Ambos grupos são liderados pelo secretário-geral, de forma que seu poder torna-se ainda mais concentrado.

## Lista de Secretários-Gerais ou Presidentes do Partido Comunista

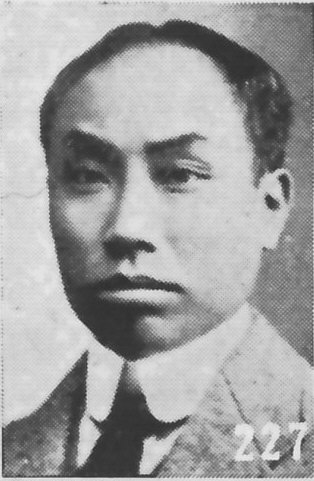
1.º Chen Duxiu (1921 a 1927)
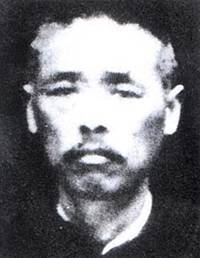
2.º Xiang Zhongfa (1928 a 1931)
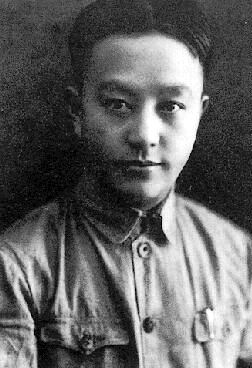
interino Wang Ming (1931)
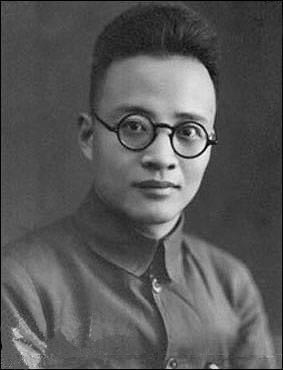
3.º Bo Gu (1931 a 1935)
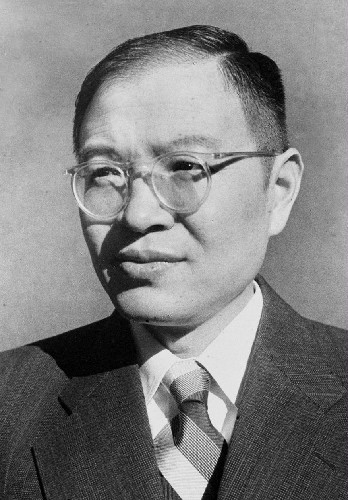
4.º Zhang Wentian (1935 a 1943)
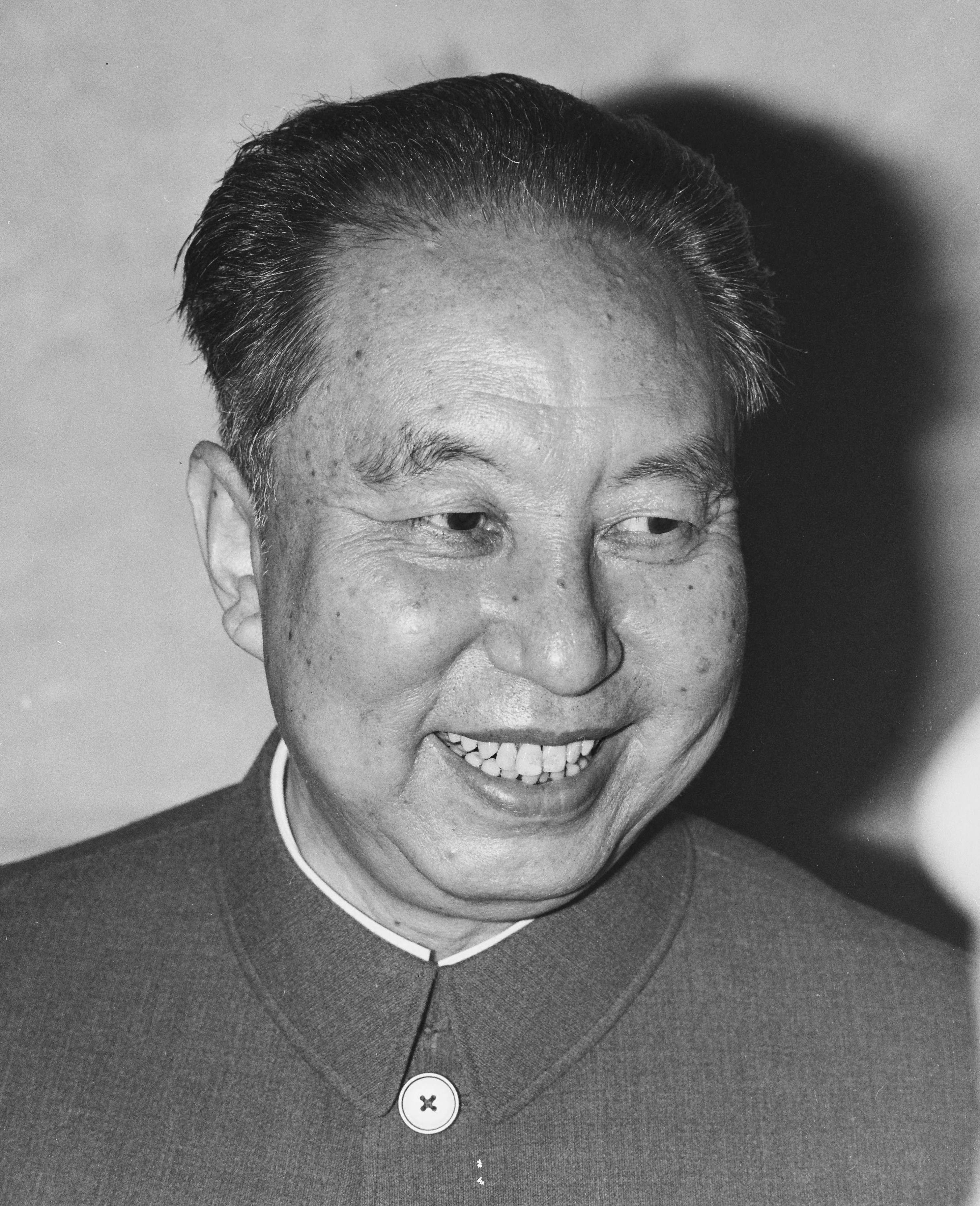
6.º Hua Guofeng (1976 a 1981)
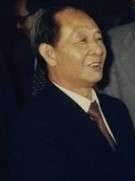
7.º Hu Yaobang (1981 a 1987)
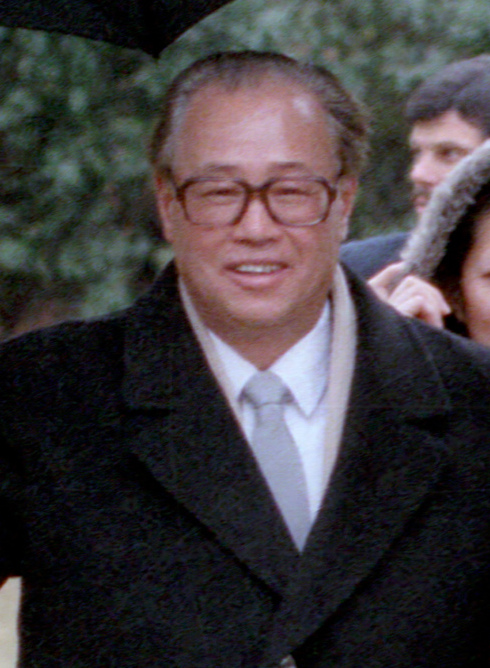
8.º Zhao Ziyang (1987 a 1989)
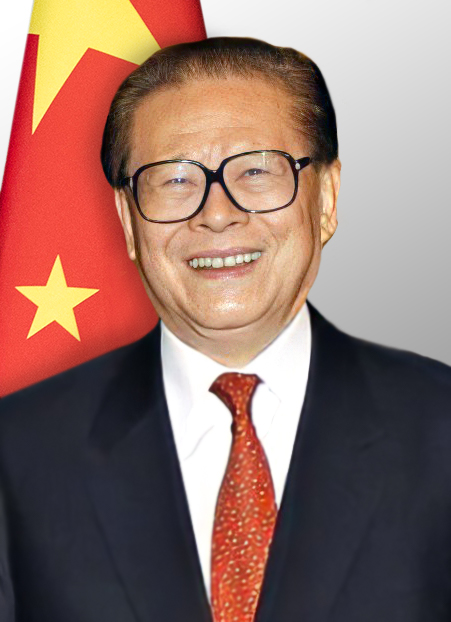
9.º Jiang Zemin (1989 a 2002)
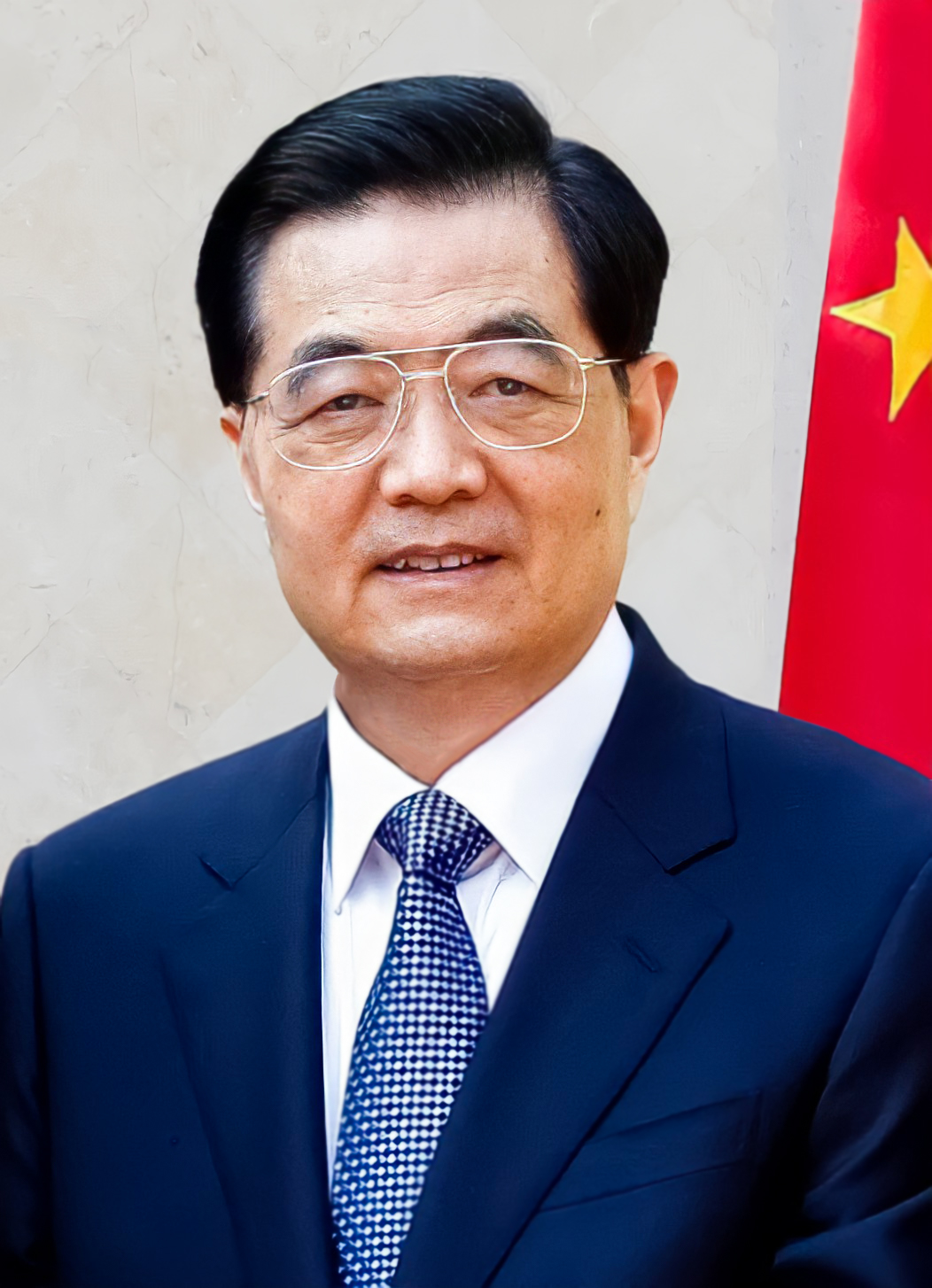
10.º Hu Jintao (2002 a 2012)
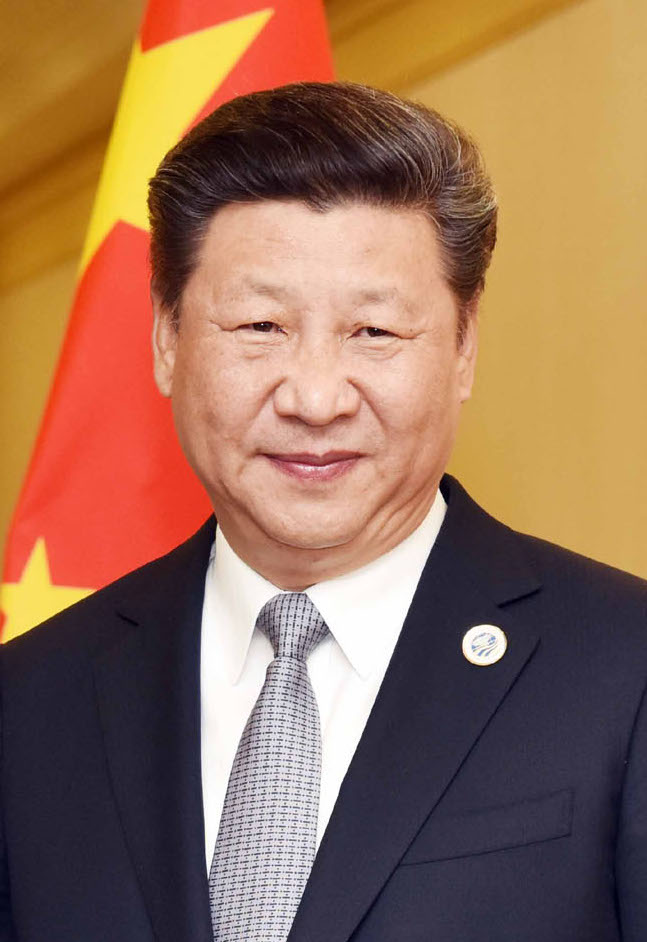
11.º Xi Jinping (2012 a atualidade)